# Zeleno Polje
Zeleno Polje – wieś w Chorwacji, w żupanii osijecko-barańskiej, w gminie Petlovac. W 2011 roku liczyła 43 mieszkańców.